# Mousey Alexander
Mousey Alexander (29. června 1922, Gary, Indiana – 9. října 1988, Longwood, Florida)  byl americký jazzový hudebník.
Začal hrát v New Yorku, kde se v orchestrech setkal s hudebníky jako byli Jimmy McPartland, Marian McPartland, Benny Goodman, Red Norvo, ale také se zástupci moderního stylu (Al Cohn-Zoot Sims, Johnny Smith, Clark Terry a Nat Pierce). Doprovázel často varietní umělce.
Patřil spíše mezi klasické jazzmany.